# フローズン
『フローズン』（原題: Frozen）は、2010年のアメリカ合衆国のホラー映画兼スリラー映画。
撮影はオグデン (ユタ州)に近いスノーバシン・リゾートで行われた。

## ストーリー
ダン、ジョー、パーカーの若者3人はスキー場へ遊びに来た。1日楽しんだ彼らは、終業時間をわずかに超えてからもう一滑りしようと、強引にリフトへ乗り込み山頂へ向かう。しかし、ちょっとした勘違いから係員が設備の電源を切って帰宅、3人は山腹で停止し地上15mの高さで揺れるリフトに取り残された。スキー場の営業再開は1週間後。凍える寒さの中、彼らは脱出できるのか。

## キャスト
※括弧内は日本語吹き替え
- パーカー・オニール - エマ・ベル（佐古真弓）
- ジョー・リンチ - ショーン・アシュモア（勝杏里）
- ダン・ウォーカー - ケヴィン・ゼガーズ（内田夕夜）
- ジェイソン - エド・アッカーマン（樫井笙人）
- シャノン - ライリア・ヴァンダービルト
- コディ - ケイン・ホッダー
- リフキン - アダム・ジョンソン（広田みのる）

## 評価
レビュー・アグリゲーターのRotten Tomatoesでは97件のレビューで支持率は63%、平均点は5.80/10となった。Metacriticでは16件のレビューを基に加重平均値が43/100となった。
第36回サターン賞でホラー映画賞にノミネートされた。